# 美濃加茂市立東中学校
美濃加茂市立東中学校（みのかもしりつ ひがしちゅうがっこう）は、岐阜県美濃加茂市本郷町八丁目にある公立中学校。

## 沿革
- 1957年（昭和32年） - 中学校統合のため、古井中学校・山之上中学校・下米田中学校の3校統合計画が立案される。
- 1960年（昭和35年）
  - 4月1日 - 古井中学校と下米田中学校を統合し、美濃加茂市立東中学校が開校。統合校舎未完成のため、旧・古井中学校が東中学校古井教室、旧・下米田中学校が東中学校下米田教室として授業を行う。
  - 10月1日 - 山之上中学校を統合する。旧・山之上中学校を東中学校山之上教室として授業を行う。
- 1961年（昭和36年）4月 - 南舎が完成。1年生を収容する。2・3年生は引き続き古井教室、下米田教室、山之上教室で授業を行う。
- 1962年（昭和37年）
  - 6月 - 学校統合のための改築工事が全て完了。
  - 9月 - 全生徒を統合校舎に収容。古井教室、下米田教室、山之上教室を廃止。
- 1965年（昭和40年） - 学校給食の運営および指導において文部大臣より表彰を受ける。
- 1981年（昭和56年） - 優良PTAとして文部大臣より表彰を受ける。
- 1962年（昭和61年） - 給食室の改築完了。
- 2001年（平成13年） - インターネット設置工事完了。
- 2010年（平成22年） - 創立50周年。

## 通学区域[1]
- 森山町1丁目、2丁目、3丁目、4丁目、5丁目、6丁目
- 本郷町1丁目、2丁目、3丁目（3番から7番を除く）、4丁目、5丁目、6丁目、7丁目、8丁目、9丁目
- 川合町1丁目、2丁目、3丁目、4丁目
- 清水町1丁目、2丁目
- 野笹町1丁目、2丁目
- 御門町1丁目、2丁目
- 山之上町（字屋敷、字向田、字中田を除く）
- 太田町（長良川鉄道越美南線以北で、かつ岐阜県道63号美濃加茂和良線以東の地域）
- 山手町1丁目、2丁目、3丁目
- 大手町1丁目、2丁目、3丁目（3番から7番）
- 新池町1丁目、2丁目、3丁目
- 島町1丁目、2丁目
- 中富町1丁目、2丁目、3丁目
- 田島町1丁目、2丁目、3丁目、4丁目
- 古井町（下古井）
- 蜂屋町（上蜂屋字石塚）
- 中部台1丁目、2丁目、3丁目、4丁目
- 下米田町東栃井
- 下米田町為岡
- 下米田町山本
- 下米田町信友
- 下米田町則光
- 下米田町小山
- 下米田町今
- 下米田町西脇
- 牧野

## 進学前小学校
- 古井小学校
- 山之上小学校
- 下米田小学校
- 山手小学校

## 出身の有名人
- 野中徹博（元プロ野球選手）
- マイクスギヤマ（作詞家）
- 井戸穂花（女子プロ野球選手）

## アクセス
- JR高山本線 古井駅から南へ500m

## その他
- グラウンドの脇には「友情庭園」という庭が造られている。
- 校歌を完璧に覚えている生徒は少ない(特に下級生)

## 行事
4月 入学式
6月 3年生修学旅行(広島県・山口県)・
2年生職業体験・
1年生社会見学(トヨタ産業技術記念館・JICAなごや地球ひろば)
9月 団結祭(体育祭)
11月 学年合唱祭
12月 合唱祭(可児市文化創造センター)
1月〜2月 2年生スキー研修(国立乗鞍青少年交流の家)
3月 卒業式